# Raio Piiroja
Raio Piiroja (ur. 11 lipca 1979 w Pärnu), piłkarz estoński grający na pozycji środkowego obrońcy.

## Kariera klubowa
Piiroja jest wychowankiem klubu Tervis Pärnu, pochodzącego z jego rodzinnej miejscowości Pärnu. W jego barwach zadebiutował już w 1995 roku w lidze, w wieku 16 lat. W 1997 roku Piiroja przeszedł do Lelle SK, w którym spędził kolejne 2,5 roku piłkarskiej kariery. W 1999 roku w trakcie sezonu przeszedł do Flory Tallinn, jednego z czołowych klubów kraju. Tam szybko wywalczył miejsce na środku obrony w wyjściowej jedenastce i w kolejnych sezonach stał się jednym z najlepszych obrońców ligi estońskiej. Pierwszy sukces z Florą osiągnął w 2001 roku, gdy wywalczył mistrzostwo Estonii. W 2002 roku powtórzył to osiągnięcie i dodatkowo uznano go Piłkarzem Roku w Estonii.
W 2003 roku Piiroja wyjechał z ojczyzny i trafił do norweskiego zespołu Vålerenga Fotball. Rozegrał w niej 11 meczów, zdobył 1 gola i miał swój udział w utrzymaniu drużyny w ekstraklasie Norwegii. W 2004 roku Piiroja wrócił do Flory, a po pół roku wypożyczono go do Fredrikstad FK. W norweskiej drużynie zaprezentował się z dobrej strony i w 2005 roku wykupiono go z tallińskiego klubu. Dwukrotnie pomógł klubowi w uniknięciu degradacji, a w 2006 roku dzięki jego dwóm golom Fredrikstad pokonało w finale Pucharu Norwegii Sandefjord Fotball 3:0. W tym samym roku po raz drugi uznano Piiroję Piłkarzem Roku w Estonii. W 2009 roku spadł z Fredrikstad do Adeccoligaen, a w 2010 roku powrócił do Tippeligaen.
W 2011 roku Piiroja przeszedł do SBV Vitesse. W 2012 roku wrócił do Flory Tallinn, a w 2013 roku został zawodnikiem chińskiego klubu Chengdu Blades.
| Sezon   | Klub              | Kraj     | Rozgrywki    | Mecze | Bramki |
| ------- | ----------------- | -------- | ------------ | ----- | ------ |
| 1995    | Tervis Pärnu      | Estonia  | Meistriliiga | 8     | 1      |
| 1996    | Tallinna Sadam    | Estonia  | Meistriliiga | 0     | 0      |
| 1997    | Lelle SK          | Estonia  | Meistriliiga | 7     | 0      |
| 1998    | Lelle SK          | Estonia  | Meistriliiga | 6     | 1      |
| 1909    | Lelle SK          | Estonia  | Meistriliiga | 7     | 2      |
| 1999    | Flora Tallinn     | Estonia  | Meistriliiga | 11    | 1      |
| 2000    | Flora Tallinn     | Estonia  | Meistriliiga | 26    | 1      |
| 2001    | Flora Tallinn     | Estonia  | Meistriliiga | 24    | 2      |
| 2002    | Flora Tallinn     | Estonia  | Meistriliiga | 26    | 9      |
| 2003    | Vålerenga Fotball | Norwegia | Tippeligaen  | 11    | 1      |
| 2004    | Flora Tallinn     | Estonia  | Meistriliiga | 15    | 3      |
| 2004    | Fredrikstad FK    | Norwegia | Tippeligaen  | 9     | 0      |
| 2005    | Fredrikstad FK    | Norwegia | Tippeligaen  | 12    | 1      |
| 2006    | Fredrikstad FK    | Norwegia | Tippeligaen  | 25    | 0      |
| 2007    | Fredrikstad FK    | Norwegia | Tippeligaen  | 22    | 3      |
| 2008    | Fredrikstad FK    | Norwegia | Tippeligaen  | 23    | 2      |
| 2009    | Fredrikstad FK    | Norwegia | Tippeligaen  | 25    | 2      |
| 2010    | Fredrikstad FK    | Norwegia | Adeccoligaen | 28    | 6      |
| 2011    | Fredrikstad FK    | Norwegia | Tippeligaen  | 15    | 0      |
| 2011/12 | SBV Vitesse       | Holandia | Eredivisie   | 2     | 0      |
| 2012    | Flora Tallinn     | Estonia  | Meistriliiga | 0     | 0      |
| 2013    | Chengdu Blades    | Chiny    | Super League |       |        |

## Kariera reprezentacyjna
W reprezentacji Estonii Piiroja zadebiutował 21 listopada 1998 roku w przegranym 1:2 towarzyskim meczu z Armenią. Przez lata stał się podstawowym zawodnikiem estońskiej kadry i występował w eliminacjach do Euro 2000, MŚ 2002, Euro 2004, MŚ 2006, Euro 2008 (m.in. w spotkaniu z Rosją otrzymał czerwoną kartkę).

## Sukcesy
- Piłkarz roku w Estonii: 2002, 2006, 2007, 2008, 2009